# Jose Fuerte Advincula
Jose Fuerte Advincula (Dumalag, 30 marzo 1952) è un cardinale e arcivescovo cattolico filippino, dal 25 marzo 2021 arcivescovo metropolita di Manila.

## Biografia
Jose Fuerte Advincula è nato il 30 marzo 1952 a Dumalag, provincia ed arcidiocesi di Capiz, nelle Filippine; è uno dei dodici figli, sei maschi e sei femmine, di Jose Firmalino Advincula e Carmen Falsis Fuerte.
La sua è una famiglia di cattolici devoti, che ha dato alla Chiesa diversi sacerdoti: suo fratello maggiore, il defunto monsignor "Manong Ben" Advincula, e suo fratello minore, padre Neil Peter "Petbong" Advincula, parroco a Cuartero nell'arcidiocesi di Capiz; suo cugino di primo grado da parte di madre, padre Antonio Fuerte Arinquin di Dumarao; suo zio, fratello della madre, monsignor Siforiano Fuerte, ed il cugino monsignor Edmundo Fuerte.

### Formazione e ministero sacerdotale
Dopo aver terminato le scuole elementari nella sua città natale, si è iscritto presso il liceo del Seminario "San Pio X" a Roxas, dove ha conseguito anche gli studi in filosofia. Ha ricevuto l'ordinazione sacerdotale il 14 aprile 1976, nella cattedrale dell'Immacolata Concezione a Roxas, incardinandosi, ventiquattrenne, come presbitero dell'arcidiocesi di Capiz.
Poco più tardi è stato nominato direttore spirituale del Seminario "San Pio X", dove egli era stato studente, ricoprendo parimenti gli incarichi di professore e decano degli studi. In seguito si è spostato nella capitale Manila, dove ha frequentato prima i corsi di teologia presso l'Università di Santo Tomás, poi ha studiato psicologia all'Università De La Salle, ed infine diritto canonico nuovamente alla Santo Tomás. Si è poi trasferito a Roma, in Italia, per un soggiorno di studio presso la Pontificia università "San Tommaso d'Aquino", dove ha ottenuto la licenza in diritto canonico.
Al rientro in Patria, ha prestato servizio presso il Seminario di Vigan nell'arcidiocesi di Nueva Segovia, dal 1990 al 1993, e poi in quello regionale di Jaro nell'omonima arcidiocesi, dal 1993. Nel 1995 è tornato al Seminario "San Pio X" a Capiz, questa volta come rettore, ricoprendo anche gli incarichi di difensore del vincolo, promotore di giustizia e vicario giudiziale, dal 1996 al 2001, in ambito diocesano. Il 19 marzo 1997 papa Giovanni Paolo II gli ha conferito, all'età di quarantacinque anni, il titolo onorifico di cappellano di Sua Santità. Nel 1999 è divenuto parroco di Santo Tomas de Vilanueva a Dao, incarico svolto fino alla promozione all'episcopato.

### Ministero episcopale e cardinalato

#### Vescovo di San Carlos

Stemma da vescovo di San Carlos.

Il 25 luglio 2001 papa Giovanni Paolo II lo ha nominato, quarantanovenne, vescovo di San Carlos; è succeduto a settantaseienne Nicolas Mollenedo Mondejar, primo vescovo della diocesi, ritiratosi per raggiunti limiti d'età dopo quattordici anni di governo pastorale.
Ha ricevuto la consacrazione episcopale il successivo 8 settembre, nella cattedrale dell'Immacolata Concezione a Roxas, per imposizione delle mani di Antonio Franco, arcivescovo titolare di Gallese e nunzio apostolico nelle Filippine, assistito dai co-consacranti Onesimo Cadiz Gordoncillo, arcivescovo metropolita di Capiz, e Angel Nacorda Lagdameo, arcivescovo metropolita di Jaro.
Ha preso possesso della diocesi durante una cerimonia svoltasi presso la cattedrale di San Carlo Borromeo a San Carlos l'11 settembre. Come suo motto episcopale il neo vescovo Advincula ha scelto Audiam, che tradotto vuol dire "Ascolterò".

#### Arcivescovo di Capiz

Stemma da arcivescovo di Capiz.

Stemma cardinalizio da arcivescovo di Capiz.

Il 9 novembre 2011 papa Benedetto XVI lo ha promosso, cinquantanovenne, arcivescovo metropolita di Capiz; è succeduto al settantaseienne Onesimo Cadiz Gordoncillo, dimessosi per raggiunti limiti d'età dopo venticinque anni di governo pastorale. Ha preso possesso dell'arcidiocesi durante una cerimonia svoltasi presso la cattedrale dell'Immacolata Concezione di Capiz l'11 gennaio 2012. Il 29 giugno, giorno della solennità dei Santi Pietro e Paolo, si è recato presso la basilica di San Pietro in Vaticano dove il papa gli ha imposto il pallio, simbolo di comunione tra il metropolita e la Santa Sede.
In ambito della Conferenza dei vescovi cattolici delle Filippine è stato membro della commissione per la dottrina della fede e di quella per i popoli indigeni nonché presidente della commissione per la cultura; attualmente è presidente della commissione per i congressi eucaristici internazionali e dell'ufficio per le donne.
Il 25 ottobre 2020, durante l'angelus domenicale, papa Francesco ha annunciato la sua creazione a cardinale nel concistoro del 28 novembre seguente; sessantottenne, è il nono porporato filippino nella storia della Chiesa, il primo a capo dell'arcidiocesi di Capiz. A causa delle restrizioni legate alla pandemia di COVID-19 non ha potuto prendere parte fisicamente alla cerimonia, svoltasi alle ore 16:00 presso l'altare della Cattedra della basilica di San Pietro in Vaticano, partecipando comunque alla celebrazione in videoconferenza; gli è stato conferito il titolo presbiterale di San Vigilio, istituito durante lo stesso concistoro.
Il 16 dicembre successivo è stato nominato membro della Congregazione per il clero assieme al cardinale Cornelius Sim.

#### Arcivescovo di Manila

Stemma cardinalizio da arcivescovo di Manila.

Il 25 marzo 2021 papa Francesco lo ha nominato arcivescovo metropolita di Manila; è succeduto al cardinale Luis Antonio Tagle, nominato prefetto della Congregazione per l'evangelizzazione dei popoli l'8 dicembre 2019.
Il 18 giugno ha ricevuto la berretta e l'anello cardinalizio per mano dell'arcivescovo Charles John Brown, nunzio apostolico nelle Filippine, durante una cerimonia nella cattedrale dell'Immacolata Concezione a Roxas.
Ha preso possesso dell'arcidiocesi il successivo 24 giugno durante una celebrazione che si è svolta nella cattedrale dell'Immacolata Concezione a Manila.
L'8 dicembre dello stesso anno gli è stato imposto il pallio arcivescovile dal nunzio apostolico nelle Filippine.
Il 30 aprile 2022 ha preso possesso del titolo cardinalizio di San Vigilio.
Il 7 e 8 maggio 2025 ha partecipato come cardinale elettore al conclave che ha portato all'elezione di papa Leone XIV.

## Genealogia episcopale e successione apostolica
La genealogia episcopale è:
- Cardinale Scipione Rebiba
- Cardinale Giulio Antonio Santori
- Cardinale Girolamo Bernerio, O.P.
- Arcivescovo Galeazzo Sanvitale
- Cardinale Ludovico Ludovisi
- Cardinale Luigi Caetani
- Cardinale Ulderico Carpegna
- Cardinale Paluzzo Paluzzi Altieri degli Albertoni
- Papa Benedetto XIII
- Papa Benedetto XIV
- Papa Clemente XIII
- Cardinale Enrico Benedetto Stuart
- Papa Leone XII
- Cardinale Chiarissimo Falconieri Mellini
- Cardinale Camillo Di Pietro
- Cardinale Mieczysław Halka Ledóchowski
- Cardinale Jan Maurycy Paweł Puzyna de Kosielsko
- Arcivescovo Józef Bilczewski
- Arcivescovo Bolesław Twardowski
- Arcivescovo Eugeniusz Baziak
- Papa Giovanni Paolo II
- Arcivescovo Antonio Franco
- Cardinale Jose Fuerte Advincula

La successione apostolica è:
- Vescovo Mel Rey Mingoa Uy (2017)
- Vescovo Elias Lumayog Ayuban, C.M.F. (2024)